# صاریغ رونالد
صاریغ رونالد (نام علمی: Monodelphis ronaldi) نام یک گونه از سرده تک‌زهدان‌ها است.